# Tessa van Schagen

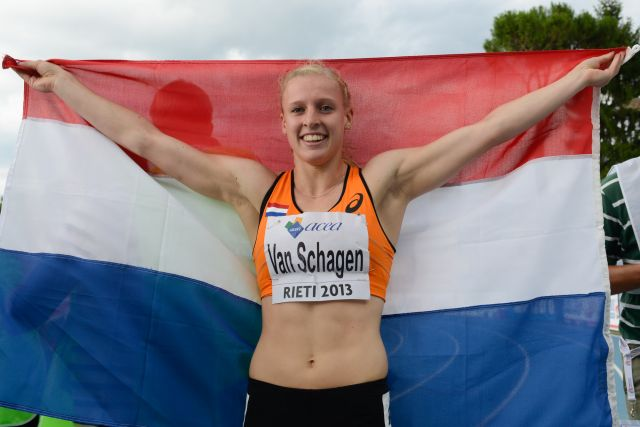
Tessa van Schagen viert haar bronzen medaille op de 200 m tijdens de EK voor junioren in Riëti, 2013.

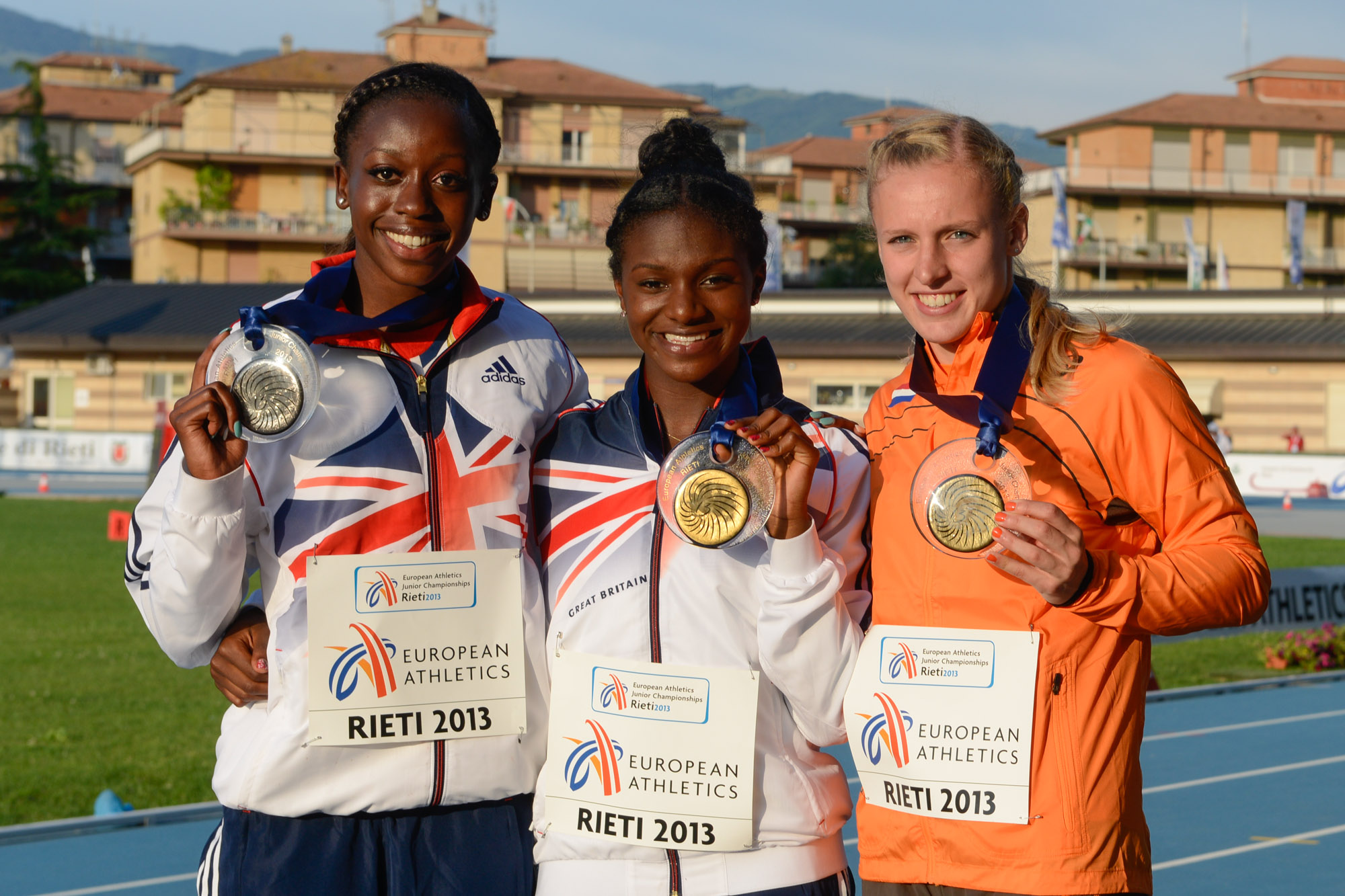
Op het podium samen met Desiree Henry en Dina Asher-Smith op de EJK van 2013, Rieti.

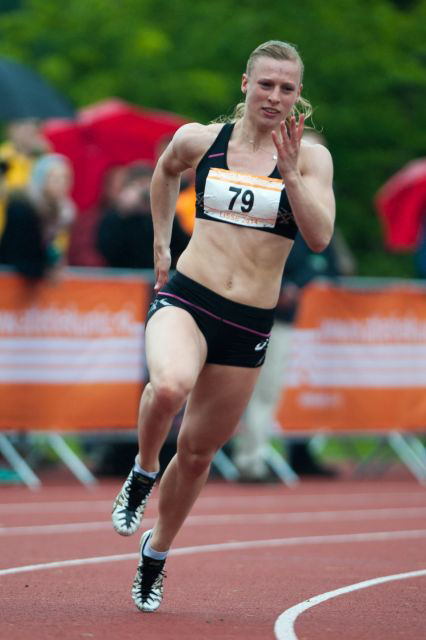
Tessa van Schagen in actie tijdens de Ter Specke Bokaal 2014, Lisse.

Tessa van Schagen (Leiden, 2 februari 1994) is een Nederlandse oud-atlete, die zich toelegde op de sprintafstanden. Ze boekte met name successen als lid van het nationale 4 × 100 m estafetteteam, is mederecordhoudster op dit onderdeel en veroverde hierop in 2016 op de Europese kampioenschappen in Amsterdam de gouden medaille. Zij nam eenmaal deel aan de Olympische Spelen.

## Biografie

### Turnen als basis
Alvorens op haar veertiende over te stappen op de atletieksport, zat Van Schagen gedurende tien jaar op turnen. Op school viel echter haar sprinttalent op; als er gesprint werd, won ze. Dus toen ze zich een keer door een klasgenootje liet overhalen om mee te gaan naar de atletiektraining, was ze gelijk ‘verkocht’.
In de jaren die volgden, beperkte zij zich niet alleen tot de sprint, maar beoefende zij ook andere onderdelen. Toch was het haar sprintaanleg die steeds bleef opvallen. Vanaf haar zestiende besloot zij dan ook om zich in het vervolg uitsluitend hierop te richten.

### Goud op EJOF
In 2011 behaalde Van Schagen haar eerste aansprekende sprintsuccessen. Zowel indoor (60 m) als outdoor (200 m) werd zij nationaal kampioene bij de B-meisjes. Ook werd zij dat jaar uitgezonden naar het Europees Jeugd Olympisch Festival in Trabzon, waar zij doordrong tot de finale van de 100 m en op de 4 × 100 m estafette zelfs goud veroverde, samen met Sacha van Agt, Naomi Sedney en Nadine Visser. Het Nederlandse team won die race afgetekend in 45,93 s, voor de teams van België (tweede in 46,12) en Rusland (derde in 46,58).

### Nieuwe titels plus WJK-deelname
In 2012 bevestigde Van Schagen haar sprintkwaliteiten. In haar eerste jaar als A-junior werd zij gelijk indoor en outdoor kampioene op beide sprintnummers. De limieten voor deelname aan de wereldkampioenschappen voor junioren in Barcelona haalde ze echter net niet en ook de 4 × 100 m estafetteploeg leek in eerste instantie niet in aanmerking te komen voor uitzending. Uiteindelijk gebeurde dit toch, met als resultaat dat Tessa van Schagen en haar teamgenotes in Barcelona op een verdienstelijke zesde plaats eindigden.

### Medailles op EK voor junioren
De eerste twee weken van 2013 doorliep Tessa van Schagen een trainingsstage in Zuid-Afrika. Het bleek een goede voorbereiding voor het indoorseizoen, want terug in Nederland prolongeerde zij eind februari niet alleen haar titels op de 60 en 200 m bij de A-meisjes, een weekend eerder had zij in Apeldoorn ook deelgenomen aan de NK indoor voor senioren. Bij die gelegenheid had zij de 200 m gewonnen en daarbij al doende tegelijk het Nederlandse jeugdrecord van 24,11 van Jamile Samuel met een halve seconde tot 23,63 bijgesteld.
Het buitenseizoen stond in het teken van deelname aan de Europese kampioenschappen voor junioren in Rieti. De Leidse atlete stelde door limietprestaties op zowel de 100 als de 200 m haar deelname aan dit toernooi al vroeg in het seizoen veilig. En na eind juni op de NK voor junioren eerst ook haar beide outdoortitels bij de A-meisjes te hebben geprolongeerd, vertrok zij de maand erna naar Rieti, waar zij ervoor koos om zich op de 200 m te concentreren. Die keuze pakte goed uit, want Van Schagen veroverde op deze afstand de bronzen medaille. Daar voegde zij later nog een tweede bronzen plak aan toe door op de 4 × 100 m estafette samen met Sacha van Agt, Naomi Sedney en Eefje Boons naar 44,22 te snellen, elf honderdste van een seconde verwijderd van het nationale jeugdrecord uit 2010. Alleen de teams van Groot-Brittannië (eerste in 43,81) en Frankrijk (tweede in 44,00) waren sneller.
Op basis van al deze goede prestaties werd Tessa van Schagen opgenomen in de Nederlandse ploeg voor de wereldkampioenschappen in Moskou als reserve voor de 4 × 100 m estafette. Hoewel zij daar niet in actie kwam, vond ze dit toernooi desondanks 'een leuke en leerzame ervaring'.

### Record op estafette
In haar eerste jaar bij de senioren streed Tessa van Schagen van meet af aan mee om de ereplaatsen. Bij de NK indoor in Apeldoorn werd zij op de 60 m derde achter Dafne Schippers en Jamile Samuel. Zij werd echter niet in de gelegenheid gesteld om haar titel op haar sterkste sprintnummer, de 200 m, te prolongeren, want dit onderdeel stond in 2014 niet op het NK-programma. Dat stond-ie wel bij de Nederlandse baankampioenschappen en die gelegenheid benutte Van Schagen door in 23,52 haar eerste buitentitel bij de senioren in de wacht te slepen.
Dat Van Schagen opnieuw in een goede vorm verkeerde, had zij trouwens dat buitenseizoen al eerder laten zien. Zo vormde zij in juni tijdens de Europa Cup voor landenteams in Braunschweig samen met Naomi Sedney, Dafne Schippers en Jamile Samuel het Nederlandse team op de 4 × 100 m estafette, dat in een knappe 42,95 de wedstrijd won. Enkele weken later, op 3 juli 2014, maakte zij opnieuw deel uit van vrijwel hetzelfde Nederlandse estafetteviertal (alleen Naomi Sedney was vervangen door Madiea Ghafoor), dat tijdens de Athletissima in Lausanne de wedstrijd won in de nationale recordtijd van 42,40, een verbetering van het 'Nederlandse olympische record' van 42,45 uit 2012 en op dat moment veruit de snelste tijd van Europa en de derde snelste tijd ter wereld.

### Deceptie in Zürich
Als logisch vervolg op haar eerdere estafette-optredens maakte Tessa van Schagen ook deel uit van het team dat werd aangewezen voor deelname aan de Europese kampioenschappen, die van 12 tot en met 17 augustus in Zürich plaatsvonden. In de Zwitserse stad slaagde de Nederlandse equipe er echter niet in om een medaille te halen. In de serie werd het viertal weliswaar nog derde in een alleszins goede 42,77 seconden. In de finale ging het echter mis bij de eerste wissel tussen Madiea Ghafoor en Dafne Schippers, waardoor Tessa van Schagen niet eens meer in actie kwam.

### Vereniging
Tessa van Schagen was lid van Leiden Atletiek.

## Kampioenschappen

### Internationale kampioenschappen
| Onderdeel | Titel              | Jaar |
| --------- | ------------------ | ---- |
| 4 x 100 m | Europees kampioene | 2016 |

### Nederlandse kampioenschappen
Outdoor
| Onderdeel | Jaar                   |
| --------- | ---------------------- |
| 200 m     | 2014, 2016, 2017, 2019 |

Indoor
| Onderdeel | Jaar       |
| --------- | ---------- |
| 200 m     | 2013, 2015 |

## Persoonlijke records
Outdoor
| Onderdeel | Prestatie | Wind (m/s) | Datum        | Plaats     |
| --------- | --------- | ---------- | ------------ | ---------- |
| 100 m     | 11,53     | +0,2       | 17 juni 2016 | Amsterdam  |
| 200 m     | 22,86     | +0,4       | 19 juni 2016 | Amsterdam  |
| 400 m     | 55,43     |            | 7 juni 2015  | Zoetermeer |

Indoor
| Onderdeel | Prestatie | Datum            | Plaats    |
| --------- | --------- | ---------------- | --------- |
| 60 m      | 7,46      | 23 februari 2014 | Apeldoorn |
| 200 m     | 23,52     | 22 februari 2015 | Apeldoorn |

## Palmares

### 60 m
- 2014:  NK indoor – 7,46 s
- 2015: 5e NK indoor – 7,57 s

### 100 m
- 2011: 7e EJOF – 12,13 s (in serie 12,06 s)
- 2012: 3e in serie NK – 12,01 s
- 2013:  Flynth Recordwedstrijden te Hoorn – 11,85 s
- 2014:  Flynth Recordwedstrijden – 11,82 s
- 2014:  Gouden Spike te Leiden – 11,61 s
- 2014: 4e NK – 11,74 s
- 2016:  NK – 11,53 s (+0,2 m/s)
- 2017:  NK – 11,64 s (-0,8 m/s)

### 150 m
- 2013:  Ter Specke Bokaal te Lisse – 17,65 s (+0,6 m/s)
- 2014:  Ter Specke Bokaal – 17,36 s (+1,1 m/s)
- 2016:  Ter Specke Bokaal – 17,38 s (-0,3 m/s)
- 2018:  Ter Specke Bokaal - 17,10 s (+1,7 m/s)

### 200 m
- 2012: 4e NK indoor – 25,05 s (in serie 24,96 s)
- 2012: 3e in serie NK – 24,85 s
- 2013:  NK indoor – 23,63 s (NJR)
- 2013:  Flynth Recordwedstrijden – 23,74 s
- 2013:  Gouden Spike – 23,75 s
- 2013:  EK U20 te Rieti – 23,65 s (in serie 23,49 s)
- 2014:  Flynth Recordwedstrijden – 23,60 s
- 2014:  Gouden Spike – 23,50 s
- 2014:  NK – 23,52 s
- 2015:  NK indoor – 23,52 s
- 2015:  Gouden Spike – 23,58 s
- 2015: 4e EK U23 te Tallinn - 23,59 s (+0,6 m/s) (in serie 23,35 s +2,3 m/s)
- 2016:  Gouden Spike – 22,94 s
- 2016:  NK – 22,86 s (+0,4 m/s)
- 2016: 7e EK - 23,03 s (-0,4 m/s) (in ½ fin. 22,95 s)
- 2016: 4e in serie OS - 23,41 s (-0,1 m/s)
- 2017:  NK - 23,40 s (+0,3 m/s)
- 2018:  NK - 23,48 s (-2,0 m/s)
- 2019:  NK - 23,67 s (-1,1 m/s)

### 300 m
- 2016:  Ter Specke Bokaal – 37,50 s

### 4 × 100 m
- 2011:  EJOF – 45,93 s
- 2012: 6e WK U20 – 45,22 s (in serie 44,68 s)
- 2013: DNF EK voor landenteams First League in Dublin
- 2013:  EK U20 – 44,22 s
- 2014:  Europa Cup voor landenteams te Braunschweig – 42,95 s
- 2014: DNF EK (3e in serie in 42,77 s)
- 2015: 4e EK U23 – 44,46 s
- 2016:  EK - 42,04 s (NR)
- 2016: 6e in serie OS - 42,88 s
- 2017: 8e WK - 43,07 s

Diamond League-resultaten
- 2014:  Athletissima - 42,40 s (NR)